# Črnovice
Črnovice [čŕnovice] (ukrajinsko Чернівці́, latinizirano: Černivci, izgovorjava [tʃern⁽ʲ⁾iu̯ˈts⁽ʲ⁾i] (); romunsko Cernăuți, izgovorjava [tʃernəˈutsʲ] (); glej tudi druga imena) je mesto na jugozahodu Ukrajine na obeh bregovih zgornjega toka reke Prut. Kot središče zgodovinske regije Bukovina, ki je sedaj razdeljena med Romunijo in Ukrajino, so Črnovice (Černovci) upravno središče Črnoviškega rajona, Črnoviške mestne gromade, in oblasti same. Ob zadnjem popisu prebivalstva leta 2001 je imelo mesto 240.600 prebivalcev, eta 2022 pa že 264.298.
Prvi dokument, ki omenja to mesto, sega v leto 1408, ko so bile Črnovice v Moldaviji, pred tem pa obrambna fortifikacija na levem bregu Pruta od druge polovice 12. stoletja. Leta 1488 so postale središče Bukovine in so prejele Magdeburške pravice. Leta 1538 so bile Črnovice pod nadzorom Kneževine Moldavije pod suzerenetom Osmanskega cesarstva, moldavski nadzor pa je trajal dve stoletji do leta 1774, ko je Nadvojvodina Avstrija po rusko-turški vojni s Kučukkajnarškim mirom leta 1775 prevzela nadzor nad Bukovino. Črnovice (tedaj znane z nemškim imenom kot Czernowitz) so leta 1789 postale središče galicijskega Bukovinskega okrožja (nemško Kreis Bukowina) in leta 1849 znotraj Avstrijskega cesarstva nastale Vojvodine Bukovina. Po 1. svetovni vojni se je Kraljevina Romunija leta 1918 združila z Bukovino, zaradi česar so mesto preimenovali v Cernăuți, kar je trajalo, dokler Sovjetska zveza ni okupirala Besarabije in Severne Bukovine. Črnovice so bile pod nadzorom Sovjetske zveze od leta 1940 do 1941, nato pa je mesto spet pridobila Kraljevina Romunija. Sovjetska zveza je imela nadzor nad mestom ponovno od leta 1944 do njenega razpada, po katerem je mesto postalo del neodvisne Ukrajine.
Črnovice veljajo za eno glavnih kulturnih središč zahodne Ukrajine. Mesto velja tudi za eno pomembnih ukrajinskih izobraževalnih in arhitekturnih znamenitosti. Bile so zgodovinsko kozmopolitska skupnost, nekoč imenovane »mali Dunaj« in »Jeruzalem ob Prutu«. Črnovice so pobratene z enajstimi drugimi mesti po vsem svetu. Mesto je glavno regionalno železniško in cestno prometno središče, kjer je tudi mednarodno letališče. Letališče se od septembra 2018 imenuje po astronavtu Leonidu Kadenjuku.
Na Univerzi v Črnovicah je poučeval Josip Plemelj. Leta 1907 je postal izredni in leta 1908 redni profesor matematike do leta 1917. Med letoma 1912 in 1913 je bil dekan njene filozofske fakultete. Univerza se je tedaj med letoma 1875 in 1918 uradno imenovala Univerza Franca Jožefa v Črnovicah. S Plemljevim prihodom na Univerzo v Črnovicah je bil razvoj matematične znanosti v njej bistveno oživljen. V teh letih je bil Plemelj tuji član Nemškega matematičnega društva, užival je avtoriteto med matematično skupnostjo Avstro-Ogrske, ter je pomembno prispeval k razvoju matematičnega izobraževanja in znanosti v Bukovini. Leta 1917 ga je avstrijska vlada zaradi njegovih političnih prepričanj prisilila, da je zapustil Črnovice, in se preselil na severozahod, na Češko (Moravsko). V tem času je v mestu med letoma 1901 in 1912 kot pravnik in politik deloval tudi Peter Laharnar.

## Etimologija in imena
Poleg sedanjega slovenskega in ukrajinskega imena je mesto znano tudi po več drugih različnih imenih v različnih jezikih, ki jih posamezne skupine prebivalstva še vedno uporabljajo tako kot v zgodovini mesta, bodisi v povezavi z vladavino ene države ali drugo ali neodvisno od nje: romunsko Cernăuți [černéuci]; nemško Czernowitz ([ˈtʃɛɐ̯novɪts] ()); poljsko Czerniowce; madžarsko Csernovic, jidiško טשערנאָוויץ, latinizirano: Černovic (Tshernovits), rusko Черновцы́, latinizirano: Černovcy, (v ruščini do leta 1944 Чернови́цы, latinizirano: Černovicy).
Herodot omenja reko Prut (skitsko Porata (starogrško Πόρατα, latinizirano: Pórata)), na kateri stoji mesto Porta Pyretos (starogrško Πυρετός, latinizirano: Pyretós).
Za časa Gališko-volinske kneževine je bilo ime mesta Čern (Черн, Чернъ, Чернъ на Прутѣ). (glej tudi razdelek Pod Gališko kneževino.) Raziskovalec Lenkovškega gradišča na jugu Gališke kneževine Boris Timoščuk je postavil domnevo, da se je to mesto imenovalo Čern (Черн). Tako mesto – Čern na Prutu je omenjeno v kroniki Seznam ruskih mest, daleč in blizu s konca 14. stoletja kot eno od »vlaških« mest. Ime bi lahko izhajalo iz dejstva, da so bili zidovi narejeni iz temnega okvirja, ponovno tlakovanega s krajevno črnico. Črnovice, ki so nastale po uničenju mesta v začetku 15. stoletja na nasprotnem bregu, bi lahko bile katoikonim Černa, to je ime njegovih prebivalcev. Obstajajo pa tudi druge domneve o lokalizaciji letopisnega Černa, zlasti Alčedarsko gradišče v Moldaviji.
Do leta 1377 je Bukovina (staro ime – Šipinska dežela) pripadala madžarskemu kraljestvu. Madžarski guverner Šipinske dežele (Bukovine) je bil šlezijski knez Vladislav I. Opolski. Gospodar neodvisne, pravoslavne, ukrajinsko govoreče Moldavije (1375–1391), Petru II., je jeseni 1377 dokončno priključil Šipinsko deželo (s trdnjavami Hmeljiv, Hotin in Čečjun (ali Cecin; sedaj mesto Črnovice)) v moldavsko kneževino.
V »Aktih Zahodne Rusije« (rusko Акты Западной России), objavljenih v Sankt Peterburgu leta 1846 (zvezek 1, stran 32, dokument št. 21), je mesto omenjeno kot 'Černovьci' (rusko Черновьци). Mesto se je uradno imenovalo 'Černovici' (ukrajinsko Черновіци, rusko Черновицы) do leta 1944. Po mnenju raziskovalcev je to ime pomenilo »novi Čern«.

## Zgodovina
Zlata horda 1241–1342

 Kneževina Moldavija 1346–1775

 Habsburška monarhija 1775–1804

 Avstrijsko cesarstvo 1804–1867

 Avstro-Ogrska 1867–1918

 Kraljevina Romunija 1918–1940

 Sovjetska zveza (Ukrajinska SSR) 1940–1941

 Kraljevina Romunija 1941–1944

 Sovjetska zveza (Ukrajinska SSR) 1944–1991

 Ukrajina 1991–sedanjost

### Prazgodovina
Arheološki dokazi, odkriti na območju okrog Črnovic, kažejo, da ga je prebivalstvo naseljevalo že od neolitika. Poznejše naselbine so vključevale naselbine kulture Cucuteni-Tripillja, in kulture trakaste keramike. V mestu so našli tudi artefakte iz bronaste in železne dobe. V srednjem veku so tam živela vzhodnoslovanska plemena Beli Hrvati in Tiverci.

### Pod Gališko kneževino
Utrjeno naselje na levem (severovzhodnem) bregu Pruta sega v čas Gališke kneževine in naj bi ga zgradil veliki knez Jaroslav Osmomisl. Legendarna poročila to mesto-trdnjavo omenjajo kot Čern ali Črno mesto. Svoje ime naj bi dobilo po črni barvi mestnega obzidja, zgrajenega iz temnega hrasta, pokritega s krajevno črno obarvano zemljo. To zgodnjo trdnjavo je uničil Boroldai med mongolsko invazijo na Evropo leta 1259. Preostala obzidja trdnjave so še vedno uporabljali za obrambo – v 17. stoletju so jih povečali z več bastijoni, od katerih je en še ohranjen.
Po uničenju trdnjave so se poznejše naselitve tega območja osredotočile na desni (jugozahodni) breg reke Prut, na strateško ugodnejšo, dvignjeno lego. Leta 1325, ko je Kraljevina Poljska prevzela nadzor nad Galicijo in prišla v stik z zgodnjimi vlaškimi (romunskimi) fevdalnimi tvorbami, je bila utrdba omenjena pod imenom Țețina – branila je brod in prehod na reki Prut. Bila je del skupine treh utrdb. Drugi dve sta bili utrdba Hotin na Dnestru na vzhodu in utrdba na reki Kolačin, zgornjem pritoku Pruta.

### Pod moldavsko kneževino
Med letoma 1359 in 1775 je bilo mesto z okolico del moldavske kneževine, ene od zgodovinskih provinc Romunije. Mesto je bilo upravno središče istoimenskega cinuta (okrožja). Ime Cernăuți/Černivci (staroukrajinsko Černovci (Черновцы)) je kot moldavsko mesto prvič potrjeno v listini Aleksandra Dobrega 8. oktobra 1408, ki je bila podeljena trgovcem iz Lvova in Podilska s pravico do proste trgovine.
V osmanskih virih je bilo mesto omenjeno kot »Çernovi« [černóvi], fonetična transliteracija latinskega kognomena, kar pomeni novi grad (glej francosko Castelnau ali valižansko Carno).

### Pod avstro-ogrsko oblastjo
Leta 1775 je bil severozahodni del ozemlja Moldavije priključen Habsburškemu cesarstvu; ta regija je postala znana kot Bukovina. Mesto je postalo glavno mesto regije, organizirano kot Bukovinsko okrožje (Kreis Bukowina), del Kraljevine Galicije in Lodomerije, ki je leta 1849 dobilo status in postalo znano kot Vojvodina Bukovina, kronska dežela Avstrijskega cesarstva. Mesto je leta 1488 prejelo Magdeburške pravice. Mesto je začelo cveteti leta 1778, ko so viteza Karla von Enzenberga imenovali za načelnika vojaške uprave. Številne trgovce, obrtnike in podjetnike je povabil k pomoči pri razvoju trgovine in drugih poslov. Petrovi sejmi (1.–15. julij) so dali nov živahen zagon razvoju trga od leta 1786. V poznem 19. stoletju je nemški jezik – zaradi habsburškega in zelo pomembnega judovskega vpliva – postal lingua franca, vedno več časopisov so urejali v nemščini, v tem obdobju se je začela tudi izjemna literarna produkcija v nemščini, v kateri je bil najvidnejši Karl Emil Franzos.
V 19. in začetku 20. stoletja so Črnovice postale središče tako romunskega kot ukrajinskega nacionalnega gibanja. Leta 1908 je mesto gostilo prvo konferenco o jidišu, Črnoviško konferenco, ki jo je povezoval Nathan Birnbaum. Ko je Avstro-Ogrska leta 1918 razpadla, čemur sta sledili dve leti politične negotovosti v Evropi zaradi posledic 1. svetovne vojne, sta mesto in njegova okolica postala del Kraljevine Romunije, ki je do konca leta 1920 pridobila svetovno diplomatsko priznanje. V teh dveh letih tudi večina prebivalcev mesta ni vedela, katere države so državljani, večina pa je domnevala, da Czernowitz še vedno pripada Avstro-Ogrski. Nemščina je ostala lingua franca v mestu in njegovih predmestjih še desetletje. Leta 1930 je mesto doseglo 112.400 prebivalcev: 26,8 % Judov, 23,2 % Romunov, 20,8 % Nemcev, 18,6 % Ukrajincev, preostanek Poljakov in drugih. Bilo je eno od petih univerzitetnih središč medvojne Romunije.

### Sovjetska okupacija in oblast
Leta 1940 je območje zasedla Rdeča armada. Območje okrog mesta je postalo znano kot Črnoviška oblast, Sovjetska zveza pa ga je dodelila Ukrajinski SSR. Številna romunska inteligenca v mestu je našla zatočišče v Romuniji, bukovinske Nemce so »repatriirali« po sovjetskonacističnem dogovoru. Pod režimom vojaškega diktatorja Iona Antonescuja je Romunija iz zaveznice Francije in Britanije postala zaveznica nacistične Nemčije; pozneje, julija 1941, je romunska vojska ponovno zavzela mesto kot del napada osi na Sovjetsko zvezo med 2. svetovno vojno. Črnovice so postale glavno mesto romunskega Guvernata Bukovina. Avgusta 1941 je Antonescu ukazal ustanovitev geta v nižinskem delu mesta, kamor so strpali 50.000 bukovinskih Judov, od katerih naj bi jih dve tretjini oktobra 1941 in v začetku 1942 deportirali v Transnistrijo, kjer je večina umrla. Romunski župan Črnovic Traian Popovici je uspel prepričati Antonescuja, da je število Judov, izvzetih iz deportacije, dvignil z 200 na 20.000.
Leta 1944, ko je Rdeča armada pregnala sile osi, so mesto ponovno vključili v Ukrajinsko SSR. V naslednjih letih se je večina Judov izselila v Izrael. Mesto je bilo pomembno vozlišče mreže Berihah – podtalnega organiziranega prizadevanja, ki je judovskim preživelim holokavsta pomagalo pobegniti iz Evrope po 2. svetovni vojni v podmandatno Palestino, kar je kršilo MacDonaldovo Belo knjigo iz leta 1939. Mreža je prenehala delovati leta 1948, ko je Izrael razglasil neodvisnost in razveljavil Belo knjigo. Bukovinske Poljake so po 2. svetovni vojni izgnali Sovjeti. Mesto je postalo pretežno ukrajinsko.

### Neodvisnost
Od leta 1991 so Črnovice del neodvisne Ukrajine. Maja 1999 je Romunija v mestu odprla generalni konzulat.
Do 18. julija 2020 so bile Črnovice označene kot mesto regijskega pomena in niso pripadale nobenemu rajonu. Kot del upravne prenove Ukrajine, ki je zmanjšala število rajonov Črnoviške oblasti na tri, je bilo mesto združeno v Črnoviški rajon.

### Ruska invazija na Ukrajino leta 2022
Od začetka ruske invazije so Črnovice gostile begunce iz spopadov v vzhodni in osrednji Ukrajini in bile počivališče za begunce na poti v bližnjo Romunijo. Državo so zapustili tudi nekateri prebivalci Črnovic.

## Simbolika mesta

### Grb
Grb Črnovic (герб Чернівці́в) je uokvirjen z bronasto okrasno kartušo in rdečim heraldičnim ščitom, ki prikazuje odprta kamnita vrata s figuralnim trizobom v sredini. Insignije izhajajo iz pečatnega trizoba Volodimirja Velikega, prvega velikega kijevskega kneza. Pod vrati sta dve prekrižani lovorovi veji, prevezani s trakovi. Krona simbola je kamnita krona.

### Zastava Črnovic
Zastava Črnovic (пра́пор Чернівці́в) je sestavljena iz drevesa, vrha in pravokotnega platna, katerega sprednji del tvori belo ozadje, uokvirjeno z rdečim zobatim trikotniškim ornamentom, z napisom v ukrajinščini v sredini, nad katerim je napisano v ukrajinščini: »Črnovice« (Чернівці). Pod grbom je napis: »S skupnimi prizadevanji« (Спільнии зусиллями), pod napisom pa znak »1408« – datum prve pisne omembe mesta. Na obeh straneh grba in vsi štirje vogali polja so zapolnjeni s cvetličnim ornamentom in z dodatkom dveh bukovih vej z orehi in listi. Hrbtno stran tvori rumeno ozadje z grbom Ukrajine v sredini z okvirji in okraski, podobnimi sprednji strani.

### Častna veriga črnoviškega župana
Častna veriga črnoviškega župana (почесний ланцюг Чернівецького міського голови) je simbol oblasti župana Črnovic, ki služi v imenu teritorialne gromade. Ustanovljena je bila leta 1908 in obnovljena leta 2008. Simbol je medaljon z vgraviranim napisom: »Črnoviška gromada – svobodno izvoljenemu glavarju« (Чернівецька громада — вільно обраному голові), na hrbtni strani – »Osnova svobodne države je svobodna gromada« (Основою вільної держави є вільна громада). Medaljon je pritrjen na verižico, sestavljeno iz stiliziranih grbov Ukrajine, Črnoviške oblasti in mesta Črnovic. Simbol je izdelan iz kovine zlate barve.

### Medalja »Za slavo Črnovicam«
Medalja »Za slavo Črnovicam« (Медаль «На славу Чернівців») je častno priznanje Mestnega sveta Črnovic, uvedeno ob 600. obletnici Črnovic (2008), da bi nagradilo posameznike, ki so dejavno prispevali k blaginji mesta in njegovi promociji v Ukrajini in svetu. Priznanje je izdelano iz pozlačenega srebra, ima krožno obliko s premerom 28 mm. Trak medalje je bel z rdečimi črtami, kar ustreza barvam zastave Črnovic. Na dnu traku je bukova veja. Na sprednji strani je upodobljen grb Črnovic in napis – »Za slavo Črnovic« (На славу Чернівців). Na hrbtni strani je uradni logotip Črnovic, oblikovan in odobren za obletnico. Medalja se podeljuje v skladu z odločitvijo izvršnega odbora Mestnega sveta, vsako leto ob praznovanju dneva mesta.
Uradni moto sodobnih Črnovic »S skupnimi prizadevanji« (Спільнии зусиллями) je ukrajinska različica latinskega Viribus Unitis (»Z združenimi silami«), osebnega gesla Franca Jožefa, ki je Črnovicam osebno podelil pravico do njegove uporabe. To kaže na poseben odnos cesarja do mesta. Poleg prestolnice Bukovine je bila s takšno častjo počaščena le prva bojna ladja Avstro-ogrske mornarice (SMS Viribus Unitis).

### Logotip Črnovic
Uradni logotip »Črnovice 600« so razvili in odobrili ob obletnici mesta leta 2008. Prepoznan je bil tako uspešen, da se še naprej uporablja. Glavna zamisel sestavnih delov za emblem temelji na starodavnosti mesta, njegovi izjemni arhitekturni dediščini in trdem delu njegovih prebivalcev. Simbol je izdelan v obliki kovaške umetnine, ki priča o trdnosti, blaginji in uspešnosti. Barvna shema logotipa, ki jo predstavljata temno modra in rumena, ima višjo stopnjo udobnega kontrasta in sovpada z barvami ukrajinske državne zastave.
V začetku leta 2010 so razvili in odobrili nov logotip mesta, hkrati pa so mu dodali uradni slogan: »Črnovice so edinstvene v raznolikosti«. Za njegovo ustvarjanje so izbrali stare in nove simbole Črnovic. Levo v ospredju je trobentač, ki zaigra na trobentaško melodijo »Marička«. Sredi ozadja je mestna hiša. Desno v ozadju je prikazana nekdanja Metropolitska rezidenca Bukovine in Dalmacije, ki je priznana kot arhitekturni biser mesta.
Barvna shema logotipa je oranžna, modra in rdeča, ime je vijolično. Takšna kombinacija je značilna za turizem, ki uporablja pojem sreče, dobrega počutja, veselja do sprostitve, vizualizira pozitivne simbole in podobe v pisani, topli in živahni barvni shemi. Novi logotip uporablja stare simbole iz logotipa »Črnovice 600«.

## Geografija in podnebje
Črnovice ležijo v zgodovinski regiji Bukovina, ki si jo trenutno delita Romunija (jug) in Ukrajina (sever). Črnovice se nahajajo na jugozahodu Ukrajine, v vzhodnih Karpatih, na meji med Karpati in Vzhodnoevropskim nižavjem, 40 km od meje z Romunijo. Mesto leži 248 metrov nad morsko gladino in je obdano z gozdovi in polji. Skozi mestno pokrajino teče reka Prut. Mesto se nahaja v vzhodnoevropskem časovnem pasu (časovni zamik UTC+02:00) v območju 26. poldnevnika.
Črnovice se nahajajo na križišču prometnih arterij: vseevropske E85, mednarodnih avtocest H03 in H10.

### Podnebje
Po Köppnovi podnebni razvrstitvi imajo Črnovice vlažno celinsko podnebje s toplim poletjem (Dfb). Mesto se nahaja v zmernem podnebnem pasu. Podnebje je celinsko z milimi zimami in toplimi poletji. Povprečna letna temperatura je +8,6 °C, najnižja januarja (−2,9 °C), najvišja – julija (+19,8 °C). Zimsko vreme običajno nastopi 28. novembra in se konča 9. marca; poletno vreme se začne 20. maja in konča 10. septembra. Povprečna letna količina padavin v Črnovicah je 621 mm, z najmanjšo – v oktobru in januarju-februarju, največjo – v juniju-juliju. Včasih so poleti močna deževja.[37] Snežna odeja nastane vsako zimo, vendar je njegova višina zanemarljiva. Povprečna hitrost vetra se giblje od 3,3 m/s v juliju do 4,0 m/s v januarju. Povprečna letna vlažnost je 77 %.
| Podnebni podatki za Črnovice (1991–2020, ekstremi 1941–sedanjost)            | Podnebni podatki za Črnovice (1991–2020, ekstremi 1941–sedanjost) | Podnebni podatki za Črnovice (1991–2020, ekstremi 1941–sedanjost) | Podnebni podatki za Črnovice (1991–2020, ekstremi 1941–sedanjost) | Podnebni podatki za Črnovice (1991–2020, ekstremi 1941–sedanjost) | Podnebni podatki za Črnovice (1991–2020, ekstremi 1941–sedanjost) | Podnebni podatki za Črnovice (1991–2020, ekstremi 1941–sedanjost) | Podnebni podatki za Črnovice (1991–2020, ekstremi 1941–sedanjost) | Podnebni podatki za Črnovice (1991–2020, ekstremi 1941–sedanjost) | Podnebni podatki za Črnovice (1991–2020, ekstremi 1941–sedanjost) | Podnebni podatki za Črnovice (1991–2020, ekstremi 1941–sedanjost) | Podnebni podatki za Črnovice (1991–2020, ekstremi 1941–sedanjost) | Podnebni podatki za Črnovice (1991–2020, ekstremi 1941–sedanjost) | Podnebni podatki za Črnovice (1991–2020, ekstremi 1941–sedanjost) |
| Mesec                                                                        | Jan                                                               | Feb                                                               | Mar                                                               | Apr                                                               | Maj                                                               | Jun                                                               | Jul                                                               | Avg                                                               | Sep                                                               | Okt                                                               | Nov                                                               | Dec                                                               | Letno                                                             |
| ---------------------------------------------------------------------------- | ----------------------------------------------------------------- | ----------------------------------------------------------------- | ----------------------------------------------------------------- | ----------------------------------------------------------------- | ----------------------------------------------------------------- | ----------------------------------------------------------------- | ----------------------------------------------------------------- | ----------------------------------------------------------------- | ----------------------------------------------------------------- | ----------------------------------------------------------------- | ----------------------------------------------------------------- | ----------------------------------------------------------------- | ----------------------------------------------------------------- |
| Rekordno visoka temperatura °C                                               | 15.3                                                              | 21.3                                                              | 24.6                                                              | 30.9                                                              | 33.5                                                              | 35.6                                                              | 37.4                                                              | 37.7                                                              | 36.7                                                              | 31.0                                                              | 24.9                                                              | 17.9                                                              | 37.7                                                              |
| Povprečna visoka temperatura °C                                              | 0.3                                                               | 2.4                                                               | 8.1                                                               | 15.4                                                              | 20.8                                                              | 24.1                                                              | 26.0                                                              | 25.7                                                              | 20.3                                                              | 14.0                                                              | 6.9                                                               | 1.4                                                               | 13.8                                                              |
| Povprečna dnevna temperatura °C                                              | −2.7                                                              | −1.2                                                              | 3.4                                                               | 9.9                                                               | 15.1                                                              | 18.8                                                              | 20.5                                                              | 19.9                                                              | 14.8                                                              | 9.1                                                               | 3.4                                                               | −1.5                                                              | 9.1                                                               |
| Povprečna nizka temperatura °C                                               | −5.4                                                              | −4.2                                                              | −0.4                                                              | 4.9                                                               | 9.9                                                               | 13.9                                                              | 15.6                                                              | 14.9                                                              | 10.2                                                              | 5.2                                                               | 0.7                                                               | −4.0                                                              | 5.1                                                               |
| Rekordno nizka temperatura °C                                                | −30.7                                                             | −29.0                                                             | −21.7                                                             | −13.6                                                             | −2.0                                                              | 3.0                                                               | 7.4                                                               | 3.4                                                               | −4.4                                                              | −9.7                                                              | −17.5                                                             | −28.0                                                             | −30.7                                                             |
| Povprečna količina padavin mm                                                | 26                                                                | 30                                                                | 37                                                                | 44                                                                | 75                                                                | 93                                                                | 93                                                                | 66                                                                | 56                                                                | 44                                                                | 32                                                                | 33                                                                | 629                                                               |
| Povprečna maks. količina zapadlega snega cm                                  | 8                                                                 | 10                                                                | 6                                                                 | 0                                                                 | 0                                                                 | 0                                                                 | 0                                                                 | 0                                                                 | 0                                                                 | 0                                                                 | 1                                                                 | 4                                                                 | 10                                                                |
| Povp. št. deževnih dni                                                       | 7                                                                 | 7                                                                 | 12                                                                | 17                                                                | 17                                                                | 18                                                                | 15                                                                | 13                                                                | 13                                                                | 13                                                                | 12                                                                | 9                                                                 | 153                                                               |
| Povp. št. sneženih dni                                                       | 15                                                                | 15                                                                | 10                                                                | 3                                                                 | 0.03                                                              | 0                                                                 | 0                                                                 | 0                                                                 | 0                                                                 | 1                                                                 | 7                                                                 | 13                                                                | 64                                                                |
| Povprečna relativna vlažnost (%)                                             | 82.8                                                              | 80.5                                                              | 75.3                                                              | 68.9                                                              | 69.0                                                              | 70.9                                                              | 71.1                                                              | 72.7                                                              | 75.3                                                              | 79.1                                                              | 84.2                                                              | 85.1                                                              | 76.2                                                              |
| Povp. št. sončnih ur                                                         | 58.2                                                              | 80.0                                                              | 129.6                                                             | 171.2                                                             | 241.1                                                             | 243.6                                                             | 257.9                                                             | 241.6                                                             | 175.0                                                             | 132.6                                                             | 64.8                                                              | 47.0                                                              | 1.842,6                                                           |
| Vir 1: Pogoda.ru.net                                                         |                                                                   |                                                                   |                                                                   |                                                                   |                                                                   |                                                                   |                                                                   |                                                                   |                                                                   |                                                                   |                                                                   |                                                                   |                                                                   |
| Vir 2: Svetovna meteorološka organizacija (vlažnost in osončenost 1981–2010) |                                                                   |                                                                   |                                                                   |                                                                   |                                                                   |                                                                   |                                                                   |                                                                   |                                                                   |                                                                   |                                                                   |                                                                   |                                                                   |

### Topografija
Skupna površina Črnovic znotraj upravnih meja iz leta 2020 je približno 153 km2. Glede na funkcionalni namen so zemljišča mesta razdeljena na: zemljišča s stanovanjsko in javno pozidavo (64 %), zemljišča za kmetijske namene (17 %), industrijska zemljišča (9 %), zemljišča za rekreacijo in okoljevarstvo (5 %), zemljišča za splošno rabo (3 %), gospodarska zemljišča (2 %).
Glavni vodni vir Črnovic je reka Prut v zgornjem toku, ki mesto deli na pol. Poleg tega znotraj mesta teče šest rek in majhnih potokov, v mejah mesta pa je devet jezer.
Za relief je značilen velik reliefni padec – od 150 metrov nadmorske višine v Prutovih dolinah do 537 metrov na zahodnem obrobju (gora Cecino), kar je posledica lege na hribih Črnivškega višavja (Чернівецька височина).
Črnovice veljajo za »zeleno mesto«, katerega precejšnjo površino zavzemajo parki, trgi, vrtovi, aleje in cvetlični vrtovi. Devet objektov je priznanih kot spomeniki vrtne in parkovne umetnosti. V mestu je Botanični vrt Univerze v Črnovicah z edinstveno oranžerijo – podobna v Ukrajini je le v Botaničnem vrtu Nacionalne univerze v Dnipru. Med reliktnimi rastlinami, ki rastejo v botaničnem vrtu, zavzema posebno mesto orjaški sekvojadendron – poleg Črnovic ga je mogoče videti tudi v Nikitskem botaničnem vrtu.
Črnovice se dejansko nahajajo v središču Regionalnega krajinskega parka Črnovice, ki na zahodu meji na krajinski rezervat (zakaznik) »Cecino«, na severu pa na naravno mejo (урочище) – goro Berda.

### Stanje okolja
Konec 20. stoletja so bila glavna onesnaževala okolja Črnovic industrijska podjetja, vključno z vojno-industrijskim kompleksom. V 1990-ih jih je večina prenehala obstajati ali pa so močno zmanjšale proizvodne zmogljivosti in s tem zmanjšale industrijske emisije. Kljub temu je 58 podjetij (38,4 % vseh v regiji) glavni onesnaževalec okolja. Letno se v zrak izpusti približno 1,2 tone onesnaževal (34,9 % skupnih površinskih emisij). V strukturi izpuščenih onesnaževal prevladujejo nemetanske hlapne organske spojine, ogljikov dioksid in snovi v obliki trdnih suspendiranih snovi. Poleg tega se v ozračje mesta občasno sprošča ogljikov dioksid, ki ima učinek tople grede. Emisije iz nepremičnih virov so znašale 7,9 ton na 1,0 km2 ozemlja Črnovic. Vsak prebivalec regijskega središča povzroči v povprečju 4,8 kg škodljivih emisij na leto.
Leta 2008 so Črnovice vzpostavile sistem za spremljanje okolja (SSO), informacijsko strukturo, ki združuje organizacije za spremljanje okolja in industrijska podjetja, ki onesnažujejo okolje ali lahko škodljivo vplivajo na okolje ali njegove sestavne dele.
Od poznih 1990-ih je pomemben dejavnik negativnega vpliva na okolje cestni promet, katerega pretok se je povečal za desetkrat. Do neke mere se je stanje izboljšalo z izgradnjo prve (2004) in druge (2010) etape obvoznice, ki je povezala smeri »Kijev-Črnovice« in »Črnovice-Suceava«. Problem tranzitnega prometa v mestu bo dokončno rešen po izgradnji tretjega kraka obvozne ceste, ki bo povezovala smeri »Suceava-Črnovice« in »Črnovice-Lvov«.

### Vlada in poddelitve
Črnovice so upravno središče Črnoviške oblasti in samo mesto ima lastno vlado znotraj oblasti, ki je neposredno podrejena oblasti.
Ozemlje Črnovic je razdeljeno na tri upravne mestne rajone (okrožja):
| desni breg Pruta |                     |                      |                |                 |
| št.              | ime                 | ukrajinsko           | površina [km²] | št. prebivalcev |
| 1                | Peršotravnevi rajon | Першотравневий район | 24             | 69.370          |
| 2                | Ševčenkivski rajon  | Шевченківський район | 50             | 139.094         |
| levi breg Pruta  |                     |                      |                |                 |
| 3                | Sadgirski rajon     | Садгірський район    | 78             | 28.227          |

Trenutni župan mesta Črnovice je Roman Kličuk, ki je bil izvoljen na ukrajinskih lokalnih volitvah leta 2020.
- Poljski narodni dom, 1910
- Osrednji trg, konec 19., začetek 20. stoletja
- Rezidenca, ksilografija Rudolfa Bernta, okoli 1899
- Sinagoga, 1910
- Armenska cerkev svetih apostolov Petra in Pavla, 1900

## Demografija
Po zadnjem vseukrajinskem popisu prebivalstva leta 2001 je število prebivalcev Črnovic približno 240.600 65 narodnosti. Med njimi je: 189.000 (79,8 %) Ukrajincev, 26.700 (11,3 %) Rusov, 10.500 (4,4 %) Romunov, 3.800 (1,6 %) Moldavcev, 1.400 (0,6 %) Poljakov, 1300 (0,6%) Judov in 2.900 (1,2 %) drugih narodnosti.
Po zadnjih razpoložljivih sovjetskih podatkih je 1. januarja 1989 v mestu živelo približno 295.000 prebivalcev. Med temi je približno 172.000 Ukrajincev, 46.000 Rusov, 16.000 Romunov, 13.000 Moldavcev, 7000 Poljakov in drugih.
Romunsko prebivalstvo v Črnovicah se je začelo hitro zmanjševati po letu 1950. Veliko Romunov je pobegnilo v Romunijo ali so jih izgnali v Sibirijo, kjer jih je večina umrla, preostalo romunsko prebivalstvo pa je hitro postalo manjšina in se asimiliralo z večino. Dandanes se romunska manjšina v Črnovicah še vedno zmanjšuje zaradi prisilne kulturne asimilacije, ki jo izvajajo ukrajinske oblasti, in izseljevanja v Romunijo.
V Črnovicah je bila nekdaj judovska skupnost z več kot 50.000 ljudmi, manj kot tretjina jih je preživela 2. svetovno vojno. Romunski odvetnik in rezervni častnik Theodor Criveanu ter tedanji mestni župan Traian Popovici sta ob podpori generala Vasileja Ionescuja rešila 19.689 Judov. Sprva je generalni guverner Bukovine Corneliu Calotescu dovolil ostati samo 190 Judom, vendar je Popovici po neverjetnem trudu dosegel od tedanjega maršala Iona Antonescuja, da jih je lahko ostalo 20.000. Po 2. svetovni vojni je bilo mesto ključno vozlišče mreže Berihah, ki je pomagala judovskim preživelim holokavsta pri izseljevanju v tedanjo podmandatno Palestino iz težkih razmer po vojni. Po razpadu Sovjetske zveze leta 1991 se je večina preostalega judovskega prebivalstva izselila v Izrael in ZDA. Slavna članica te slednje emigracije je igralka Mila Kunis.
V Črnovicah so živeli Ukrajinci, Romuni, Poljaki, Ruteni, Judje, Romi in Nemci. V času svoje pripadnosti avstro-ogrski monarhiji so Črnovice uživale blaginjo in kulturo kot glavno mesto bukovinske kronske dežele. Do leta 1918 je bil glavni jezik v mestu nemščina, ki so jo poleg Nemcev govorili tudi Judje – skupaj so sestavljali polovico prebivalstva mesta, in celo deloma Ukrajinci, Romuni in Poljaki. Po 2. svetovni vojni, šoi in porajmosu ter preseljevanju in izgonu celih etničnih skupin, vključno z Nemci in Romuni, se je ta status zmanjšal. Sedaj so Ukrajinci prevladujoča skupina prebivalstva.
Sprememba demografske raznolikosti Črnovic je razvidna iz naslednjih statističnih podatkov o prebivalstvu. Nekoč so Romuni in Ukrajinci predstavljali večino prebivalstva. Vendar pa so po letu 1870 Judje, ki so govorili jidiš ali nemško, prehiteli Romune kot največja populacijska skupina v mestu. Po letu 1880 so Ukrajinci kot druga največja skupina prebivalstva prehiteli Romune.
| leto | približna skupna populacija | judovska populacija | delež [%] |
| ---- | --------------------------- | ------------------- | --------- |
| 1857 | 22.000                      | 4.678               | 21,6      |
| 1869 | 34.000                      | 9.552               | 28,2      |
| 1880 | 46.000                      | 14.449              | 31,7      |
| 1890 | 54.000                      | 17.359              | 32,0      |
| 1900 | 68.000                      | 21.587              | 31,9      |
| 1910 | 87.000                      | 28.613              | 32,8      |

|      | Črnovice (mesto) | Črnovice (mesto) | Črnovice (predmestja) | Črnovice (predmestja) |
| ---- | ---------------- | ---------------- | --------------------- | --------------------- |
| leto | Romuni           | Ukrajinci        | Romuni                | Ukrajinci             |
| 1860 | 9.177            | 4.133            | 20.068                | 6.645                 |
| 1870 | 5.999            | 5.831            | 28.315                | 35.011                |
| 1880 | 6.431            | 8.232            | 8.887                 | 23.051                |
| 1890 | 7.624            | 10.385           | 11.433                | 34.067                |
| 1900 | 9.400            | 13.030           | 13.252                | 25.476                |
| 1910 | 13.440           | 15.254           | 18.060                | 22.351                |

### Jezikovna sestava prebivalstva
Etnolingvistična sestava prebivalstva nekdanjih mestnih četrti (rajonov) (materni jeziki po popisu leta 2001 in 2022).
|                     | ukrajinski | ruski | romunski | moldavski | poljski | beloruski |
| ------------------- | ---------- | ----- | -------- | --------- | ------- | --------- |
| 2001                |            |       |          |           |         |           |
| Črnovice            | 79,20      | 15,27 | 3,26     | 1,08      | 0,12    | 0,09      |
| Sadgirski rajon     | 93,43      | 4,04  | 0,38     | 0,51      | 0,13    | 0,08      |
| Peršotravnevi rajon | 77,45      | 16,22 | 3,53     | 1,43      | 0,12    | 0,09      |
| Ševčenkivski rajon  | 77,19      | 17,08 | 3,70     | 1,02      | 0,12    | 0,09      |
| 2022                |            |       |          |           |         |           |
| Črnovice            | 82,10      | 11,00 | 3,70     | 1,20      | 0,10    | 0,10      |
| Sadgirski rajon     | 94,20      | 1,2   | 0,20     | 0,40      | 0,02    | 0,01      |
| Peršotravneni rajon | 75,20      | 17,00 | 4,10     | 1,50      | 0,07    | 0,05      |
| Ševčenkivski rajon  | 79,00      | 16,10 | 3,10     | 1,00      | 0,10    | 0,01      |

## Gospodarstvo
Skupno število gospodarskih subjektov v mestu je 25,4 tisoč. 1. januarja 2006 je bilo 6739 pravnih oseb – gospodarskih subjektov in skoraj 19.000 samostojnih podjetnikov – posameznikov, med katerimi so predvsem mala podjetja. Obseg prodaje in storitev za mala podjetja znaša 578 milijonov UAH ali 22 % celotnega obsega Črnovic. Delež mestnih davčnih prihodkov je skoraj 35 %. Za mala podjetja so najbolj privlačni trgovina in storitve, gostinstvo in turizem.
V Črnovicah se uspešno razvija trgovina na debelo in drobno, industrija in gradbeništvo. V letu 2005 je bil obseg prodaje v trgovini na debelo in drobno dobrih 64 %, industrija 23 %, gradbeništvo 6 %, poslovanje z nepremičninami 2,3 %, promet in zveze več kot 2 %.

### Industrija
V industrijskem sektorju mesta je 10 podružnic, ki imajo 70 velikih podjetij s skupnim številom zaposlenih več kot 20 tisoč ljudi ali 13 % delovno aktivnega prebivalstva mesta. Letni obseg industrijske proizvodnje v teh podjetjih je približno 775 milijonov UAH. Delež mestnih davčnih prihodkov v proračune vseh ravni industrije je 21 %. Opredelitvene panoge v mestni industriji so živilska, lahka, strojegradnja in lesarstvo.   Živilskopredelovalna podjetja proizvajajo sladkor, pekovske izdelke, alkohol, olje, meso in mleko, sadje, zelenjavo in druge izdelke. V lahki industriji prevladuje proizvodnja oblačil, pletenin, nogavic, gumijaste in usnjene obutve  ter tekstilij. Strojništvo je zastopano s proizvodnjo opreme za predelavo nafte in plina ter kmetijskih strojev. V lesni industriji prevladuje proizvodnja lesa, pohištva, stavbnega pohištva in drugih izdelkov iz lesa.

### Trgovina in storitve
Leta 2005 je bilo v mestu 1922 trgovskih podjetij, 609 restavracij, 892 storitev. V mestu je 22 tržnic in mikrotržnic. V njihovo gradnjo, rekonstrukcijo, izboljšanje trgovinskih pogojev in ustvarjanje prostorov za kupce se letno vloži 10 milijonov UAH. Mestni nakupovalni kompleks Črnovic, komunalno podjetje Kalinivski rinok (Калинівський ринок) je sodobno multidisciplinarno podjetje z močno infrastrukturo. Povprečno dnevno število obiskovalcev tržnice je 50.000 ljudi, ki jih oskrbuje 9.100 podjetnikov. Obseg storitev v letu 2005 je znašal skoraj 23 milijonov UAH, več kot 18 milijonov UAH je bilo vplačanih v mestni proračun ali skoraj 10 % vseh prihodkov.

## Zdravstvena oskrba
Skoraj vse zdravstvene ustanove v regiji so koncentrirane v Črnovicah. 39 zdravstvenih ustanov (bolnišnic, klinik in poliklinik) državljanom Črnovic zagotavlja potrebno zdravstveno oskrbo. Zdravstvene storitve zagotavlja 4,47 tisoč ljudi, od tega 1102 zdravnika, 1902 srednja zdravstvena delavca ter 1473 nižja in pomožna osebja.
Mestne zdravstvene ustanove nudijo naslednje zdravstvene storitve:
- nujna pomoč (postaja nujne pomoči);
- dispanzersko-poliklinično oskrbo (5 mestnih poliklinik, mestna otroška poliklinika, polikliniki dveh porodnišnic, poliklinika preventivnih pregledov in Mestno zobozdravstveno društvo, ki vključuje dve zobozdravniški ambulanti);
- specializirana zdravstvena oskrba (3 bolnišnice, 2 porodnišnici, bolnišnica za tuberkulozo in mestna otroška bolnišnica);
- preprečevanje bolezni in protiepidemične službe (mestna sanitarna in epidemiološka postaja).

## Kultura
Črnovice so se kot središče Bukovine skozi stoletja oblikovale kot večnacionalno mesto s strpnim vzdušjem, ki je postalo zibelka umetnikov, ki predstavljajo različne kulture.
Mesto ima 2 gledališči, filharmonijo, orgelsko dvorano (v Armenski cerkvi svetih apostolov Petra in Pavla), več kot 10 muzejev, 6 kinematografov, 31 knjižnic, osrednjo palačo kulture, 4 glasbene šole in šolo za likovno umetnost. Mesto ima več kot 100 verskih organizacij in škofijskih oblasti, 4 verske ustanove. V Črnovicah deluje več kot ducat aktivnih neprofitnih kulturnih organizacij, vključno s Poljskim kulturnim društvom A. Mickiewicz, Romunskim kulturnim društvom M. Eminescu, Društvom avstrijske in nemške kulture.
Od leta 1997 Črnovice gostijo mednarodni umetniški dogodek v okviru projekta »Dnevi evropske kulturne dediščine«. Vsako leto ob dnevu mesta poteka folklorni festival »Bukovinska srečanja«, na katerem sodelujejo umetniške skupine iz Poljske, Madžarske, Romunije in Nemčije.
Pomemben del kulturnega življenja v Črnovicah je Bukovinska Malanka – Malanka Fest (Фестиваль Маланок : Маланка-фест), glavni karneval v Ukrajini, ki poteka na verski dan svete Melanije Mlajše (»Malanke«) in dan svetega Bazilija. Oziroma se to običajno izvede 14. januarja, čeprav se lahko ta datum nekoliko premakne, da se ujema s koncem tedna. Med festivalom skupine iz različnih mest in naselij Bukovine tekmujejo v umetniški iznajdljivosti.
Eden največjih literarnih festivalov v Ukrajini je Mednarodni pesniški festival Meridian Czernowitz. Namen festivala je vrniti Črnovice na kulturni zemljevid Evrope in razviti dialog med sodobnimi ukrajinskimi pesniki in njihovimi tujimi kolegi. Udeleženci festivala Meridian Czernowitz so znani in zanimivi pesniki iz Nemčije, Avstrije, Švice, Združenega kraljestva, ZDA, Danske, Nizozemske, Luksemburga, Lihtenštajna, Poljske, Romunije, Rusije, Ukrajine in drugih.

### Muzeji
- Krajevni muzej Črnovice (Ulica O. Kobiljanske 28) ima največjo zbirko materialov in artefaktov narave, zgodovine in kulture Severne Bukovine: zbirka starih tiskanih knjig z edinstveno Ostroško Biblijo, ki jo je leta 1581 natisnil Ivan Fjodorov; numizmatična zbirka z več kot 3 tisoč kovanci; zanimiva zbirka orožja; arheološka zbirka z več kot 12.000 muzejskimi predmeti. Ponos muzeja je zbirka del likovne in dekorativne umetnosti, katere osnovo sestavljajo ikone 16. do 18. stoletja, dela uglednih bukovinskih umetnikov. Naravoslovna zbirka obsega skoraj 10.000 naravnih primerkov (preparirane živali, mokri preparati, herbarij, entomološke zbirke itd.);
- (Oblastni) muzej umetnosti Črnovice (Osrednji trg 10).[63] Sama stavba ima umetniško vrednost: v svoji zasnovi mojstrsko združuje kiparstvo, slikarstvo, vitraj, umetniško kovino. Skupno število eksponatov v muzeju presega 8400. Tukaj je shranjena zbirka edinstvenih bukovinskih ljudskih podob in ikon na steklu iz 19. do 20. stoletja, bukovinske ljudske preproge iz 19. do 20. stoletja, bukovinske in huculske pisanke, pa tudi tako redki spomeniki, kot je kompozicija »Zadnja sodba«, bukovinske ikone 17. do 20. stoletja in stare tiskane knjige, vključno s knjigo »Apostol« iz leta 1632. Slike muzeja umetnosti so na splošno redka platna znanih bukovinskih slikarjev, ki so delali pretežno v klasični maniri.
- Muzej zgodovine in kulture bukovinskih Judov (Gledališki trg 10).[64] Nahaja se v nekdanji Judovski narodni hiši (zdaj Osrednja mestna palača kulture). Glavni koncept muzeja je odražati in poudarjati značilnosti bukovinskega judovstva – bukovinskega fenomena od 19. do začetka 20. stoletja, ki se je bistveno razlikoval od pojavov sosednjega galicijskega, besarabskega in podoljskega judovstva.
- Muzej bukovinske diaspore (Ulica Josefa Hlávke 1);
- Oblastni državni muzej ljudske arhitekture in življenja Črnovice (Svitlovodska ulica 2) je arhitekturni in krajinski kompleks, ki ga sestavljajo spomeniki ljudske arhitekture poznega 18. do prve polovice 20. stoletja.[65] Starodavna vasica Bukovina je odprta proti nebu, kjer se lahko seznani z ljudsko arhitekturo in načinom življenja Bukovincev iz različnih regij in etnografskih skupin. Razstava muzeja vključuje približno 35 struktur, prepeljanih iz različnih delov regije in rekonstruiranih v izvirni obliki z ustreznim naravnim okoljem.
- Literarnospominski muzej Olge Kobiljanske (Ulica Sofije Okunevske 5);
- Literarnospominski muzej Jurija Fedkoviča (Trg Soborna 10);
- Spominski muzej Volodimirja Ivasjuka (Ulica Majakovskega 40/1);
- Muzej letalstva in kozmonavtike (Glavna ulica 220)[66]

## Arhitektura
Obstaja veliko krajev, ki privabljajo prebivalce Črnovic in obiskovalce: Dramsko gledališče, Regionalna filharmonija, Dvorana za orgle in komorno glasbo, lutkovno gledališče, Muzej lokalnega znanja, zgodovine in gospodarstva, (Oblastni) muzej umetnosti Črnovice, Muzej bukovinske diaspore, Oblastni državni muzej ljudske arhitekture in življenja Črnovice, spominski muzeji pisateljev, Osrednja palača kulture, Zvezdna aleja na Gledališkem trgu.
Črnovice imajo veliko arhitekturno pomembnih zgradb. Ohranjenih je veliko zgodovinskih stavb, zlasti v središču mesta. Vendar pa so po letih propadanja in zanemarjanja stavbe potrebne večje obnove.
Ker so bile Črnovice del Avstro-ogrskega cesarstva, so bile tesno povezane s kulturo cesarstva, vključno z arhitekturo. Glavni arhitekturni slogi v mestu vključujejo dunajsko secesijo in neoklasicizem, baročno, poznogotsko arhitekturo in fragmente tradicionalne moldavske in madžarske arhitekture, bizantinsko arhitekturo kot tudi kubizem. V času medvojne romunske uprave so zgradili tudi veliko stavb v neoromunskem in Art déco arhitekturnem slogu. Mesto včasih imenujejo »Mali Dunaj«, saj njegova arhitektura spominja na avstro-ogrsko prestolnico Dunaj.
Glavne arhitekturne znamenitosti mesta med mnogimi drugimi vključujejo: Dramsko gledališče Črnovice (1905); Univerza v Črnovicah — Unescov seznam svetovne dediščine (1882); (Oblastni) muzej umetnosti Črnovice – nekdanja Bukovinska hranilnica (1900); Regionalni svet – nekdanja Palača pravice (1906) in Palača kulture Črnovice – nekdanja Judovska narodna hiša (1908). Veličastno neomavrsko sinagogo (1873–1940) je močno poškodoval požar leta 1941, stene so uporabili za gradnjo Kina »Črnovice«.
Češki arhitekt Josef Hlávka je v letih 1864–1882 zasnoval stavbe, v katerih je trenutno nacionalna univerza. Prvotno so bile Rezidenca bukovinskih in dalmatinskih metropolitov. Romansko in bizantinsko arhitekturo krasijo motivi ukrajinske ljudske umetnosti – na primer, vzorci strešnih ploščic posnemajo geometrijske vzorce tradicionalnega ukrajinskega vezenja (українська вишивка).

### Poljski narodni dom
Zgodovina poljske skupnosti v Črnovicah sega v pozno 18. stoletje, ko so oblasti habsburškega cesarstva spodbujale Poljake, da so se preselili v Bukovino. Do sredine 19. stoletja je v mestu obstajalo več poljskih organizacij, med drugim Bratnia Pomoc (Bratska pomoč) in Czytelnia Polska (Poljska čitalnica). Na pobudo izdajateljev dnevnega časopisa Gazeta Polska se je začelo zbiranje denarja za gradnjo Poljskega narodnega doma. V začetku 20. stoletja sta dva poljska aktivista, zdravnik Tadeusz Mischke in sodnik Jakub Simonowicz kupila hišo. Leta 1904 se je začela njena širitev. Izvedli so jo arhitekt Franciszek Skowron, notranji dekorater Konrad Górecki in kiparja iz Zakopan Skwarnicki in Gerasimowicz. Širitev je bila končana leta 1905 in Poljski narodni dom (Dom Polski) je deloval do 2. svetovne vojne.
Leta 1945 so sovjetske oblasti tu odprle kino, kasneje glasbeno šolo. Trenutno je v kompleksu Združenje poljske kulture Adama Mickiewicza.
Poleg Poljskega narodnega doma so v Črnovicah tudi Ukrajinski narodni dom, Nemška, Romunska in Judovska narodna hiša.

### Ukrajinski narodni dom
Ukrajinski narodni dom (Український Народний Дім) je konec 19. stoletja zgradil ukrajinski sindikat »Narodni dom«, ki je postal središče ukrajinskega življenja v Bukovini.
Usojeno ji je bilo, da igra pomembno vlogo pri oživitvi ukrajinskega jezika in identitete pred 1. svetovno vojno, da izvaja državotvorne dejavnosti v obdobju nastajanja in vzpostavljanja ukrajinske neodvisnosti.

### Nemška narodna hiša
Nemško narodno hišo (Deutsches Volkshaus) je zgradila v začetku 20. stoletja zveza nemške skupnosti v Črnovicah, ki je postala središče nemškega kulturnega in družabnega življenja v Črnovicah in Bukovini. Nemška hiša je bila zgrajena v letih 1908–1910 po načrtih arhitekta Gustava Frickeja. Stavba meri 1700 kvadratnih metrov, 25.000 kubičnih metrov. zgrajena kot donosna hiša in partnerska hiša za 700.000 kron na mestu stare nemške šole. Nemška hiša je imela tudi svojo banko in lastno tiskarno, kjer so izhajale razne knjige, brošure, časopisi in revije, med njimi tudi tedaj priljubljeni časopis Nemški dnevnik.

### Judovska narodna hiša
Judovsko narodno hišo je leta 1908 zgradila judovska skupnost in je bila do 2. svetovne vojne središče judovskega življenja v Črnovicah ter dom različnih judovskih združenj in organizacij. Vsaj 45.000 Judov iz regije Bukovina je postalo žrtev množičnega streljanja, prisilnega dela in deportacij, ki so se začele leta 1941. S prihodom sovjetske vlade (1944) so stavbo prenesli v Mestni dom kulture. Danes je to Osrednja palača kulture Černovice.

### Religija
- Stolnica svetega Duha (Svjato-Duhivska cerkev) je stolnica Ukrajinske pravoslavne cerkve Moskovskegai patriarhata v Črnovicah. Prvi kamen v njen temelj so položili julija 1844. Gradnja je potekala pod nadzorom domačega inženirja A. Marina in dunajskega arhitekta A. Rölla. Leta 1860 je bila fasada templja obnovljena po načrtih Josefa Hlávke. Dvajset let po začetku del julija 1864 je škof Jevgenij Hakman posvetil stolnico. Notranja dekoracija pa se je nadaljevala do konca stoletja. V letih 1892–1896 je skupina dunajskih umetnikov poslikala stene. Zgrajena je bila v slogu italijanske renesanse in je eden od projektov stolnice svetega Izaka, ki je bila predstavljena škofu Jevgeniju Hakmanu med njegovim romanjem v Trojiško lavro svetega Sergija.
- Ukrajinska grškokatoliška cerkev ima v Črnovicah veliko število vernikov, ki se vsako leto povečujejo. Trenutno je v mestu zgrajenih več templjev. Glavni tempelj, ki predstavlja UGKC v Bukovini, je Stolnica Vnebovzetja Blažene Device Marije (Uspenska cerkev), ki je bila nedavno stara 190 let. Nosi tudi naziv najstarejšega templja, zgrajenega v Bukovini v zadnjih nekaj stoletjih. Papež Frančišek je 12. septembra 2017 potrdil odločitev škofovske sinode UGKC o ustanovitvi ločene črnoviške eparhije in imenovanju njenega škofa Josafata Moščiča.
- Armenska cerkev svetih apostolov Petra in Pavla je obstoječa armenska katoliška cerkev vzhodnega obreda. Tempelj je bil zgrajen in posvečen leta 1875. Deloval je s prekinitvami med sovjetsko oblastjo v Bukovini. Vključen je na seznam mestnih zgradb, ki jih ščiti zakonodaja Ukrajine.
- Bazilika povišanja svetega Križa je rimskokatoliška cerkev s statusom majhne bazilike, prve kamnite zgradbe mesta. Njena zgodovina se začne, ko se je Bukovina pridružila Avstriji leta 1774. V času priključitve Bukovine k Avstriji v pokrajini ni bilo rimskokatoliških templjev. V leseni hiši generala Gabriela von Splenyja, prvega avstrijskega guvernerja Bukovine, je bila prva sveta maša, ki se je je udeležilo le malo rimokatolikov. Leta 1778 je bila dokončana gradnja prve cerkve v Črnovicah. Za arhitekturno zgradbo Cerkve povišanja svetega Križa so značilne klasične poteze. V različnih predelih mesta so tudi številne kapele in cerkve.

Rezidenca bukovinskih in dalmatinskih metropolitov je uvrščena na Unescov seznam svetovne dediščine.

## Izobraževanje
Črnovice so znano znanstveno in izobraževalno središče v Zahodni Ukrajini. Raziskovalni inštituti za termoelektriko, Inštitut za medicinske in ekološke probleme Ministrstva za zdravstveno varstvo Ukrajine, Nacionalna univerza Jurija Fedkoviča, Bukovinska državna medicinska univerza (BDMU), Inštitut za trgovino in ekonomijo, Inštitut za ekonomijo in pravo, Bukovinski državni inštitut za finance in ekonomijo.
Srednješolsko izobraževanje v Črnovicah zagotavlja(jo):
- 46 srednjih šol z ukrajinskim učnim jezikom – 97,3 % dijakov;
- 4 srednje šole z romunskim učnim jezikom – 2,7 %;[73]
- 3 zasebne šole: »Nadija« (upanje), »Harmonija« in »Salomon«[75]
- 3 liceji in 7 gimnazij.

V mestu obstaja 5 gimnazij, 3 liceji in 3 športne šole, Mestni znanstveni center, Klub »Mladi tehniki«, Gledališki studio »GERDAN«.
Obstaja 15 visokošolskih zavodov (univerze, inštituti, visoke šole). Med njimi so:
- Nacionalna univerza Jurija Fedkoviča (ČNU) (19.227 študentov) – ena redkih klasičnih univerz v državi. Odprli so jo 4. oktobra 1875 po ukazu avstrijskega cesarja Franca Jožefa. Tedaj so univerzo sestavljale tri fakultete: filozofska, teološka in pravna. Sedaj na univerzi deluje 16 fakultet in Pedagoška šola v okviru ČNU. Skoraj 13.000 študentov študira na 61-ih specializacijah; glavna področja priprave so naravoslovje in humanistika. To je edina univerza v državi, kjer se usposabljajo civilni teologi.
- Bukovinska državna medicinska univerza (BDMU) (4321 študentov). Učni proces na 42-ih oddelkih zagotavlja 75 doktorjev in 321 kandidatov znanosti. Pedagoški kader usposablja 4474 študentov, od tega 675 študentov iz 35-ih držav. Tuji študenti se poučujejo v angleškem jeziku. Fakulteta za podiplomsko izobraževanje usposablja približno 800 pripravnikov in več kot 2000 lečečih zdravnikov. Univerza zagotavlja kontinuiteto in kontinuiteto visokošolskega medicinskega izobraževanja: mlajši specialist, diplomant, zdravnik specialist, magister, doktorand. BDMU  pripravlja strokovnjake za specializacije: »Medicinske zadeve«, »Pediatrija«, »Zobozdravstvo«, »Medicinska psihologija«, »Klinična farmacija«, »Farmacija«, »Zdravstvena nega« in »Laboratorijska diagnostika«.
- Inštitut za trgovino in ekonomijo Državne trgovinsko-ekonomske univerze v Kijevu (2315 študentov).[78] Univerza usposablja strokovnjake s področja notranje in zunanje trgovine, gostinstva, državnega finančnega sistema in prava, carinske službe, protimonopolne dejavnosti, poslovne ekonomije, bančništva in zavarovalništva, davka in računovodstva ter kontrole, revizije, turizma, gostinstva, gospodinjstva in drugih povezav v infrastrukturi.
- Zahodnoukrajinska ekonomsko-pravna univerza – prva zasebna visokošolska ustanova v Bukovini (1.273 študentov). Pripravlja strokovnjake za različne veje nacionalnega gospodarstva s področja prava, financ, računovodstva in revizije, poslovne ekonomije.
- Fakulteta Nacionalne tehniške univerze »Harkovski politehnični inštitut«
- Bukovinska univerza – zasebna visokošolska ustanova (2.500 študentov)[79]
- Bukovinski državni inštitut za finance in ekonomijo (1.268 študentov).[80]
- Črnoviška podružnica Medregionalne akademije za upravljanje osebja (MAUP).

## Šport
Najbolj priljubljene vrste športa v Črnovicah so lokostrelstvo, judo, hokej na travi, karate, dviganje uteži in orientacijski tek. Bejzbolski, hokejski in nogometni klubi Črnovic (NK Bukovina) nastopajo v ukrajinskih državnih prvenstvih.
Črnovice imajo veliko število športnih objektov in objektov, vključno s petimi stadioni, 186 športnimi igrišči, dvema teniškima igriščema, enajstimi nogometnimi igrišči, petimi drsališči, 21 strelišči, tremi bazeni, 69 telovadnicami, 62 telovadnicami s posebno vadbeno opremo in mednarodno motociklistično dirkališče.
Več kot 7.950 prebivalcev je včlanjenih v športna društva v mestu, več kot 50.000 ljudi pa se ukvarja z različnimi športnimi aktivnostmi. Trenutno je osem mestnih športnikov članov državnih reprezentanc in dvanajst članov mladinskih reprezentanc. Trije športniki iz Črnovic so bili zmagovalci različnih svetovnih turnirjev, dva sta bila zmagovalca evropskih in 42 državnih prvenstev leta 2002.
Črnovice so že večkrat gostile Svetovno prvenstvo v motokrosu s prikolico, nazadnje junija 2018.

## Transport
Javni prevoz v Črnovicah je razdeljen na dve skupini: trolejbusi in avtobusi. Vsi načini prevoza stanejo približno 0,20 USD. Trolejbusno podjetje je začelo delovati 1. februarja 1939. Trolejbusni sistem sestavlja 10 linij. Dolžina kontaktnega omrežja je 86,8 km. Leta 2018 so Črnovice začele preskuševati svoje inovativne hibridne trolejbuse. Novi trolejbusi so zasnovani za izboljšanje sistema javnega prevoza v Črnovicah, tako da postanejo bolj energetsko učinkoviti, kot tudi za pokrivanje dela mesta, ki trenutno nima trolejbusnih linij.

### Železnica
V Črnovicah so tri železniške postaje: centralna železniška postaja (Ulica Gagarina 38, (15 km severno od središča mesta)), železniška postaja Črnovice-Pivnična (Zavodska ulica, 13 ((3 km severozahodno)) in železniška postaja Črnovice-Pivdena (Malovokzalna ulica 21 (5 km južno)).

### Zračni promet
Črnovice oskrbuje mednarodno letališče (CWC), ki se nahaja 6 km južno od središča mesta (Čkalova ulica  30). Med drugim zagotavlja redne letalske povezave v: Kijev, Atene, Istanbul, Bergamo in Neapelj.

### Cestni promet
Črnovice imajo dostop do avtoceste M19, dela evropske poti E85 (v Ukrajini med Kovelom in Črnovicami), ki jih povezuje z Bukarešto (južno) ter Ternopilom in Luckom (severno). Poleg tega mednarodni avtocesti H03 in H10 povezujeta Črnovice z drugimi mesti v Ukrajini, prva pa ga prek Žitomira (370 km severovzhodno) povezuje z glavnim mestom Kijevom, ki leži približno 500 km severovzhodno od Črnovic.

## Mednarodni odnosi

### Pobratena in partnerska mesta
Prvi mednarodni stiki z mestom so bili vzpostavljeni 20. julija 1989, ko je tedanji župan mestnega sveta Črnovic Pavel Kaspruk podpisal pogodbo o pobratenju z županom Salt Lake Cityja (ZDA) Lowellom Turnerjem. V spomin na ta dogodek so v Črnovicah postavili Zibelko miru.
Črnovice so pobratene z desetimi mesti. Iași in Temišvar sta partnerski mesti:
| država    |  | mesto          |  | povit / okrožje / regija / zvezna dežela (zvezna država, provinca) | datum pobratenja  |
| --------- |  | -------------- |  | ------------------------------------------------------------------ | ----------------- |
| Avstrija  |  | Celovec        |  | Koroška                                                            | 5. junij 1992     |
| Kanada    |  | Saskatoon      |  | Saskatchewan                                                       | 6. junij 1991     |
| Nemčija   |  | Düsseldorf     |  | Severno Porenje - Vestfalija                                       | 11. marec 2022    |
| Nemčija   |  | Mannheim       |  | Baden-Württemberg                                                  | 5. april 2022     |
| Izrael    |  | Nof HaGalil    |  | Severno okrožje                                                    | 11. november 1997 |
| Poljska   |  | Konin          |  | Povit Konin                                                        | 3. maj 1994       |
| Romunija  |  | Suceava        |  | Okrožje Suceava, Bucovina                                          | 31. oktober 2003  |
| Romunija  |  | Iași           |  | Okrožje Iași, Moldavija                                            |                   |
| Romunija  |  | Temišvar       |  | Okrožje Timiș, Banat                                               |                   |
| ZDA       |  | Salt Lake City |  | Utah                                                               | 20. julij 1989    |
| Moldavija |  | Kišinjev       |  |                                                                    | 14. oktober 2014  |
| Francija  |  | Metz           |  | Grand Est                                                          | 31. marec 2022    |

### Nekdanja pobratena mesta
Februarja 2016 je črnoviški mestni svet prekinil svoje zveze pobratenega mesta z ruskima mestoma Brjansk in Podolsk zaradi rusko-ukrajinske vojne.

## Znane osebnosti

### Domačini
- Sophia Agranovich, ameriška klasična koncertna pianistka, snemalka založbe Centaur Records, glasbena pedagoginja
- Aharon Appelfeld (1932–2018), izraelski pisatelj
- Zamfir Arbore (1848–1933), romunski politk
- Ninon Ausländer (1895–1966), umetnostna zgodovinarka, žena Hermanna Hesseja
- Rose Ausländer (1901–1988), nemška pesnica
- Eljakim Badian (1925–2000), izraelski politik
- Leon Birnbaum (1918–2010), romunski matematik, filozof
- Charles Kasiel Bliss (1897–1985), kemijski inženir, izumitelj blissimbolike
- Aurica Bojescu, ukrajinsko-romunska pravnica, aktivistka za pravice manjšin, političarka
- Dimitrij Dimitrijevič Borisov (rojen 1985), ruski novinar
- Ion Bostan (1914–1992), romunski filmski režiser
- Octav Botnar (1913–1998), Romunski poslovnež, človekoljub, milijarder
- Josef Burg (1912–2009), judovski pisatelj, avtor, založnik, novinar
- Paul Celan (1920–1970), francosko-romunski pesnik, prevajalec
- Erwin Chargaff (1905–2002), judovsko-ameriški biokemik, pisatelj
- Ina Anatolijivna Cimbaljuk (rojena 1985), ukrajinka igralka, model, polfinalistka Miss Universe 2006
- Eugen Ehrlich (1862–1922), avstrijsko-judovski pravnik, sociolog prava, pionir na področju sociologije prava
- Natalia Fedner (rojena 1983), ukrajinsko-ameriška modna oblikovalka, izumiteljica, igralka
- Mojsej Abramovič Fišbejn (1947–2020), judovsko-ukrajinski pesnik, prevajalec
- Maria Forescu (1875–1947), romunska operna pevka, filmska igralka
- Rudolf Gerlach-Rusnak (1895–1960), ukrajinsko-nemški operni in koncertni lirični pevec, tenor, brat Denisa Rusnaka[87]
- Max Glücksmann (1875–1946), argentinsko-judovski pionir glasbene in filmske industrije
- George Grigorovici (1871–1950), romunski politik
- Radu Grigorovici (1911–2008), romunski fizik, podpredsednik Romunske akademije (1990–1994)
- Dimitrij Mihajlovič Gnatjuk (1925–2016), ukrajinski operni pevec, bariton
- Frederick John Kiesler (1890–1965), avstrijsko-ameriški arhitekt. gledališki oblikovalec, umetnik, teoretik, kipar
- Valentina Vasilivna Kozir (rojena 1950), ukrajinska atletinja, skok v višino
- Ruth Klüger-Aliav (1914–1979), romunsko-izraelska judovska sionistična aktivistka
- Sam Kogan (1946–2004), ukrajinski igralec, gledališki režiser, učitelj igre, ustanovni ravnatelj Akademija za znanost igre in režije v Londonu
- Renata Kallosh (rojena 1943), ukrajinsko-ameriška fizičarka
- Mila Kunis (rojena 1983), ameriška igralka[53]
- Elena Leușteanu (1935–2008), romunska športna telovadka (gimnastičarka), olimpijka
- Ani Lorak (rojena 1978), ukrajinska pevka, besedilopiska, igralka, podjetnica, veleposlanica dobre volje ZN
- Eusebius Mandyczewski (1857–1929), ukrajinsko-romunski muzikolog, skladatelj, dirigent, pedagog
- Itzik Manger (1901–1969), judovski pesnik, dramatik
- Georg Marco (1863–1923), avstrijski šahist, pisatelj
- Meinhard Edwin Mayer (1929–2011), romunsko-ameriški matematik, fizik, profesor emerit Univerze Kalifornije, Irvine
- Volodimir Mikolajovič Melnikov (born 1951), ukrajinski pesnik, pisatelj, skladatelj, besedilopisec, zaslužni umetnik Ukrajine (2004)
- Jan Mikulicz-Radecki (1850–1905), nemško-poljski kirurg
- Ingrid Nargang (1929–2019), avstrijska pravnica, sodnica, sodobna zgodovinarka
- Dan Pagis (1930–1986), izrelski pisatelj, pesnik
- Emil Paur (1855–1932), avstrijski orkestrski dirigent
- Traian Popovici (1892–1946), romunski odvetnik, župan Črnovic, pravičnik med narodi za rešitev 20.000 Judov med holokavstom
- Iacob Pistiner, romunski, politik, pravnik, poslanec romunskega parlamenta v letih med obema vojnama
- Ingo Preminger (1911–2006), avstrijsko-ameriški odvetnik, poslovnež, producent
- Aron Pumnul (1818–1866), romunski jezikoslovec, učitelj, nacionalni in revolucionarni aktivist
- Bernard Reder, judovsko-ameriški umetnik, kipar, jedkar, graver, arhitekt
- Markus Reiner (1886–1976), izraelski gradbenik, znanstvenik, eden od ustanoviteljev reologije
- Gregor von Rezzori (1914–1998), romunski romanopisec, memoarist, scenarist, avtor radijskih iger, igralec, novinar, vizualni umetnik, likovni kritik, zbiratelj umetnin
- Ludwig Rottenberg (1864–1932), avstrijsko-nemški skladatelj, dirigent.
- Maximilien Rubel (1905–1996), ukrajinsko-judovski marksistični zgodovinar
- Denis Rusnak (1901–1952), ukrajinski operni pevec, tenor, brat Rudolfa Gerlach-Rusnaka
- Lev Shekhtman (born 1951), rusko-ameriški gledališki režiser, igralec
- Ze'ev Sherf (1904–1984), izraelski minister za finance
- Jan Tabačnik (rojen 1945), ukrajinski estradni skladatelj, pevec, harmonikar, politik, podjetnik
- Sidi Tal (1912–1983), ukrajinsko-judovska pevka, igralka
- Viorica Ursuleac (1894–1985), romunska operna pevka, dramski sopran
- Inna Vernikov (rojena 1984), ameriško-judovska odvetnica, političarka, članica Mestnega sveta New Yorka
- Sofia Vicoveanca (rojena 1941), romunska pevka popularne glasbe
- Roman Vlad (1919–2013), romunsko-italijanski skladatelj, pianist, muzikolog
- Sidir Ivanovič Vorobkevič (1836–1903), ukrajinski skladatelj, pisatelj, pravoslavni duhovnik, učitelj, umetnik, časopisni urednik
- Ruth Wisse, kanadska profesorica jidiške književnosti, profesorica emerita Univerze Harvard
- Arsenij Petrovič Jacenjuk (rojen 1974), ukrajinski politik, ekonomist, pravnik, dvakratni predsednik vlade
- Marija Nazarivna Jaremčuk (rojena 1993), ukrajinska pevka, predstavnica Ukrajine na Pesmi Evrovizije 2014
- Frederic Zelnik (1885–1950), avstrijsko-nemški judovski režiser, igralec, producent nemih filmov
- Karol Mikuli (1821–1897), poljsko-romunski glasbenik armenskega rodu

### Prebivalci
- Mojše Altman (1890–1981), moldavski pisatelj
- Hermann Bahr (1863–1934), avstrijski pisatelj, dramatik
- Nicolae Bălan (1882–1955), romunski klerik, škof metropolit Romunske pravoslavne cerkve
- Grigore Vasiliu Birlic (1905–1970), romunski igralec
- Nathan Birnbaum (1864–1937), avstrijsko-judovski pisatelj, aktivist
- Charles Kasiel Bliss (glej predhodni razdelek)
- Kasijan Dimitrovič Bogatirec (1868–1960), rusinsko-ukrajinski pravoslavni duhovnik, cerkveni zgodovinar, voditelj rusinske skupnosti
- Nikolaj Nikolajevič Bogoljubov (1909–1992), ruski fizik, matematik
- Traian Brăileanu (1882–1947), romunski sociolog, politik
- Romulus Cândea (1886–1973), romunski eklektični zgodovinar
- Erwin Chargaff (glej predhodni razdelek)
- Nicolae Cotos (1883–1959), romunski teolog
- Mihai Eminescu (1850–1889), romunski pesnik, romanopisec, novinar
- Iancu Flondor (1865–1924), romunski aktivist, ki je zagovarjal združitev Bukovine s Kraljevino Romunijo
- Jacob Frank (1726–1791), poljski rabi, ustanovitelj frankizma
- Ivan Jakovič Franko (1856–1916), ukrajinski pesnik, pisatelj, družbeni in literarni kritik, novinar, tolmač, ekonomist, politični aktivist, doktor filozofije, etnograf
- Karl Emil Franzos (1848–1904), avstrijsko-judovski pisatelj, publicist, odraščal v Črnovicah, napisal literarni spomenik o judovskem getu Judje iz Barnowa (Die Juden von Barnow )
- Matthias Friedwagner (1861–1940), avstrijski romanist, romunist, rektor Univerze v Črnovicah 1910/11
- Constantin Isopescu-Grecul (1871–1938), romunski pravnik, politik, novinar
- Gala Galaction (1879–1961), romunski pisatej
- Abraham Goldfaden (1840–1908), rusko-judovski pesnik, dramatik, režiser, igralec
- Zygmunt Gorgolewski (1845–1903), poljski arhitekt
- Ion Grămadă (1886–1917) romunski pisatelj, zgodovinar, novinar
- Marjan Illič Gadenko (1955–2021), ukrajinski pevec, besedilopisec, skladatelj
- Nazarij Nazarovič Jaremčuk (1951–1995), huculsko-ukrjinski pevec, heroj Ukrajine (2021)
- Maximilian Hacman (1877–1961), romunski pravnik
- Hans Hahn (1879–1934), avstrijski matematik, filozof
- Eudoxiu Hurmuzachi (1812–1874), romunski zgodovinar, politik, guverner Bukovine, domoljub
- patriotolodimir Mihajlovič Ivasjuk (1949–1979), ukrajinski pevec, besedilopisec, pesnik
- Joseph Kalmer (1898–1959), avstrijski pisatelj, pesnik, prevajalec
- Leonid Makarovič Kravčuk, ukrajinski politik, prvi predsednik Ukrajine od 1991 do 1994
- Olga Julianivna Kobiljanska (1863–1942), ukrajinska poisatejica, feministka
- Peter Laharnar (1858–1932), slovenski pravnik, politik, v Črnovicah deloval v letih 1901–1912
- Zvi Laron (rojen 1927), izraelski pediater endokrinolog
- Vasile Luca (1898–1963), romunski politik
- Anastasija Viktorijivna Markovič (rojena 1979), ukrajinska slikarka
- George M. Mihalcheon (1893–1956), kanadski politik
- Ivan Vasiljovič Mikolajčuk (1941–1987), ukrajinski igralec, producen, scenarist
- Karol Mikuli (1821–1892), romunski pianist, skladatelj, študent Frédérica Chopina
- Grigore Nandriș (1895–1968), romunski jezikoslovec, filolog, memoarist
- Miron Nicolescu (1903–1975), romunski matematik
- Ion Nistor (1876–1962), romunski zgodovinar, politik
- Aurel Onciul (1864–1921), romunski politični voditelj
- Dimitrie Onciul (1856–1923), romunski zgodovinar
- Dimitrie Petrino (1838(?)—1878), romunski pesnik
- Israel Polack (1909–1993), romunsko-čilsko-izraelski tekstilni industrialec
- George Popovici (1863–1905), romunski agrarni politik, pravnik, pesnik
- Ciprian Porumbescu (1853–1883), romunski skladatelj
- Aron Pumnul (1818–1866), romunski filolog, učitelj, nacionalni in revolucionarni aktivist
- Sextil Pușcariu (1877–1948), romunski jezikoslovec, filolog
- Florin Piersic (born 1936), romunski igralec, televizijska osebnost
- Josip Plemelj (1873–1967), slovenski matematik
- Wilhelm Reich (1897–1957), avstrojsko-judovski psihoanalitik, psihiater, seksolog, sociolog, rojen v Dobrjaničih (Dobzau), hodil v šolo v Črnovicah
- Eric Roll, Baron Roll of Ipsden (1907–2005), britanski akademski ekonomist, javni uslužbene, bankir
- Sofia Rotaru (rojena 1947), romunsko-ukrajinska pop pevka, plesalka, igralka
- Wojciech Rubinowicz (1889–1974), poljski fizik
- Ion G. Sbiera (1836–1916), romunski folklorist, zgodovinar
- Joseph Schmidt (1904–1942) romunsko-judovski singer, tenor, igralec, kantor
- Fritz von Scholz (1896–1944), nemški častnik Waffen-SS
- Joseph Schumpeter (1883–1950), avstrijski politični ekonomist, minister za finance 1909–1911, profesor v Črnovicah
- Nissan Spivak (1824–1906), judovski kantor, skladatelj
- Wilhelm Stekel (1868–1940), avstrijsko-judovski zdravnik, psihoanalitik, seksolog, rojen v Bojanih (Bojany), odraščal v Črnovicah, obiskoval gimnazijo
- Benno Straucher (1854–1940), judovski pravnik, politik, predstavnik judovske skupnosti
- Vasile Tărâțeanu (1945–2022), romunski novinar, pisatelj
- Emilian Voiutschi (1850—1920), romunski teolog, klerik Romunske pravoslavne cerkve
- Georg Wassilko von Serecki (1864–1940), romunski državnik, guverner Bukovine
- Salo Weisselberger (1867–1931), romunsko-judovski politik, pravnik, sodnik
- Léon d'Ymbault (okoli 1700–1781), zadnji moldavski župan Črnovic

## Galerija
- Mestna hiša
- Stolnica svetega Duha
- Nikolajevska cerkev
- Cerkev svetega Nikolaja
- Cerkev svetega Nikolaja
- Cerkev svete Petke Srbske
- Bazilika povišanja svetega Križa
- Armenska cerkev svetih apostolov Petra in Pavla
- Cerkev nadangelov Mihaela in Gabrijela
- Kostel najsvetejšega srca Jezusovega
- Rezidenca bukovinskih in dalmatinskih metropolitov
- Stavba Črnoviškega glasbenega in dramskega gledališča Olge Kobiljanske
- Glavna ulica, Hiša-ladja
- Stanovanjska hiša, Ulica Jurija Fedkoviča 27 A
- Ulica O. Kobiljanske
- Ulica O. Kobiljanske
- Ulica O. Kobiljanske
- Pošta
- Stanovanjska in poslovna hiša, Ulica herojev Majdana 26